# HMAS Medea
HMAS Medea (FY32) – australijski trałowiec pomocniczy służący w Royal Australian Navy (RAN) w okresie II wojna światowa, wcześniej także jako trałowiec służył w brytyjskiej Royal Navy (RN) jako HMS „Circe”.

## Historia
Parowiec „Circe” został wodowany w 1912 w stoczni Taikoo Dockyard & Engineering Co w Hongkongu za zamówienie firmy Ocean Steam Ship Co.  W 1925 okręt przeszedł na własność linii Straits Steam Ship Co, a w listopadzie 1939 statek został zarekwirowany przez Admiralicję i wszedł do służby RN jako trałowiec pomocniczy HMS „Circe”. „Medusa” była siostrzanym statkiem „Circe”, te dwa statki były określane mianem „Heavenly Twins”.
W 1942 „Circe” został przekazany australijskiej marynarce wojennej gdzie wszedł do służby 6 lipca 1942 jako HMAS „Medea” (FY32).
23 maja 1945 okręt został przekazany do rezerwy, a następnie został oddany właścicielom (w 1945 lub 1946), a w 1947 został sprzedany na złom.